# Queijo de Nisa
Queijo de Nisa (portugisisk) eller Nisa ost  er en hård ost fra Nisa, i Portugal. Den er lavet af fåremælk. Nisa ost har status af en BOB (Beskyttet oprindelsesbetegnelse) fra Europa-Kommissionen.